# Râul Rotunda, Olt
Râul Rotunda este un afluent al râului Armăsarul. 

## Hărți
- Harta Munții Cozia [nefuncțională – arhivă]